# 南部町 (山梨縣)
南部町（日语：／ Nanbu chō */?）是位於日本山梨縣西南端的町，隸屬於南巨摩郡，也是該縣最南端的行政區。富士川流經轄區中央並往南流。當地為戰國大名和統治盛岡藩的歷任藩主南部氏的發源地，在江戶時代則作為江戶幕府的天領與富士川河運的據點而發展。而南部町在向外通勤與就學上較依賴北邊的身延町。
日本漫畫家Afro於2015年開始連載的作品《搖曳露營△》中便以南部町內的內船站等地作為故事中的場景之一。

## 地理

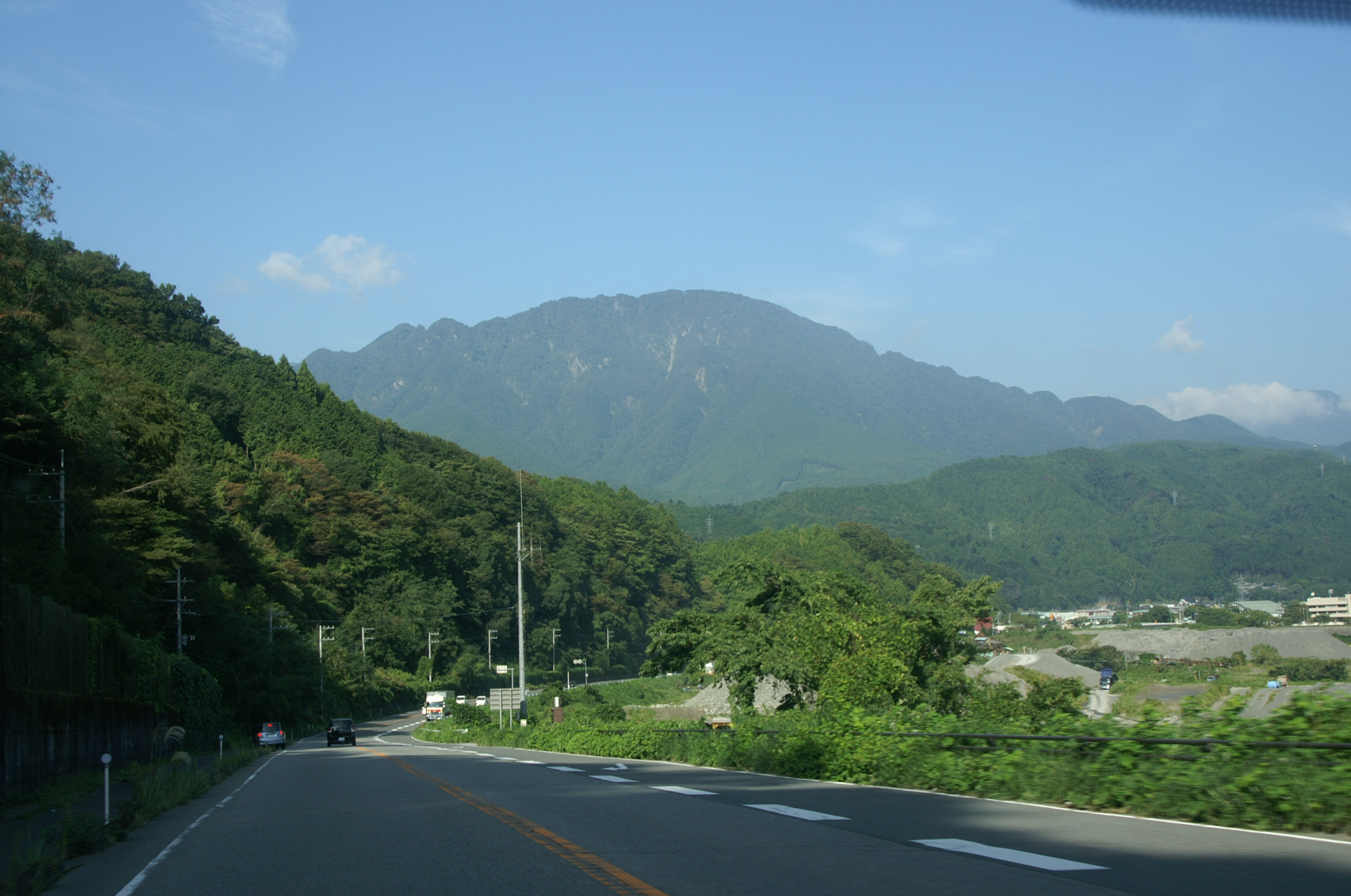
篠井山

南部町內約93.6%的面積被森林覆蓋，2.7%的面積為農業用地。轄區西邊坐落著身延山地的十枚山、篠井山等山岳。東北部為天子岳、長者岳、思親山等天子山地的山岳，東部則為白水山、白鳥山等相連的群山。發源自上述山岳的佐野川、戶栗川、船山川、中村川等河流經町內，並在轄區中央注入日本三大急流之一的富士川。

### 氣候
南部町屬於太平洋側氣候，冬季的降雪量極少，且為山梨縣內雨量最多的行政區之一。根據統計，當地的年均溫約為15℃，年降雨量則為2500毫米。

## 歷史

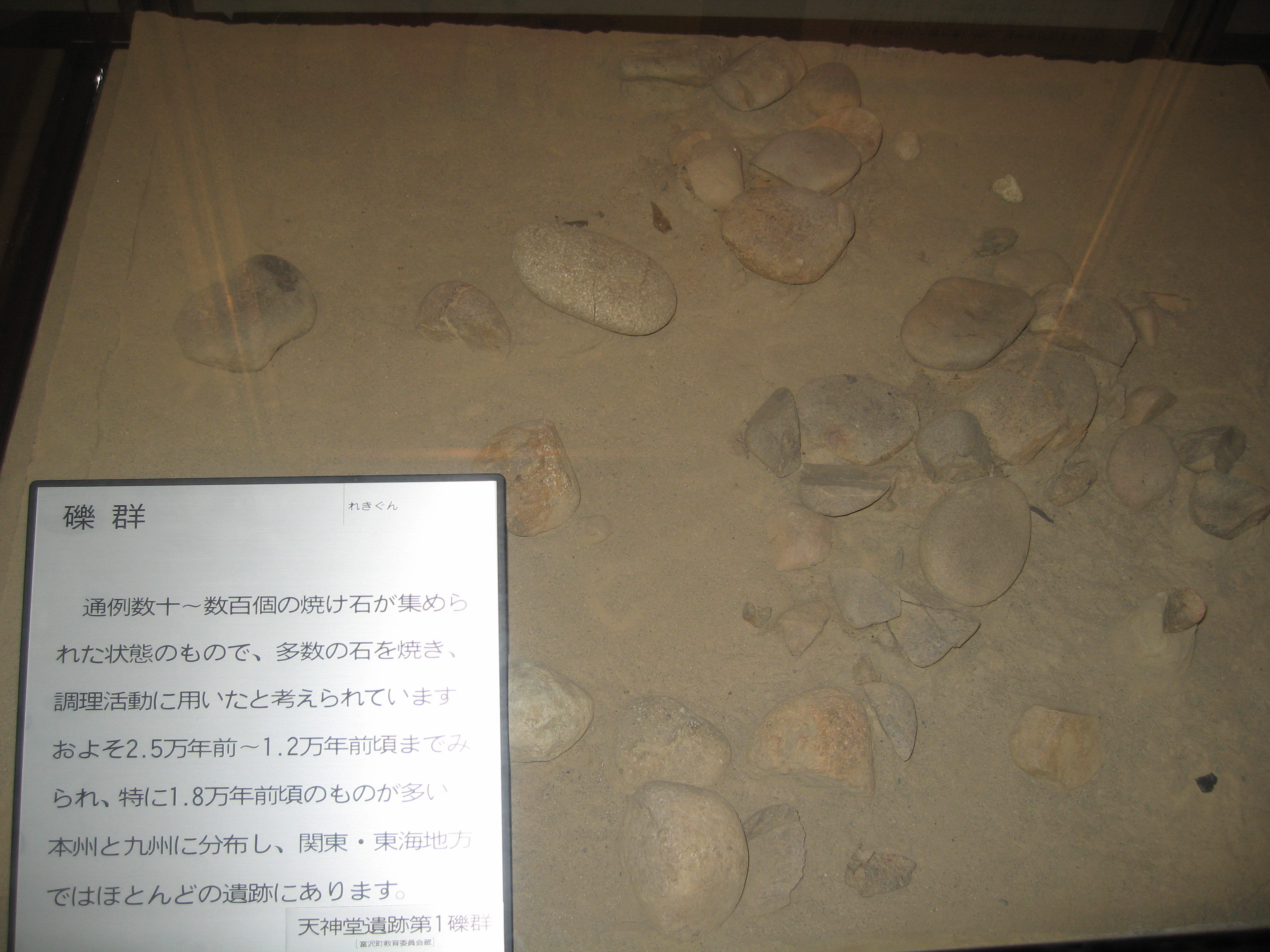
天神堂遺跡出土的礫群

南部町自古時便有人類居住，境內的天神堂遺跡可追溯至約2萬年前的舊石器時代晚期，並在其中發掘出10堆礫群、近千件石器與石片，以及產自長野縣和田峠等地的黑曜石。鎌倉時代的治承4年（1180年），加賀美遠光的三男南部光行因在石橋山之戰中立下軍功而獲領巨摩郡南部鄉，並自稱為南部氏，當地也因此成為日後統治盛岡藩的南部氏的發源地。文治5年（1189年），南部光行因在奧州合戰中立下戰功，而被源賴朝授予陸奧國的糠部郡，該地區則成為日後南部氏擴張勢力的基礎。

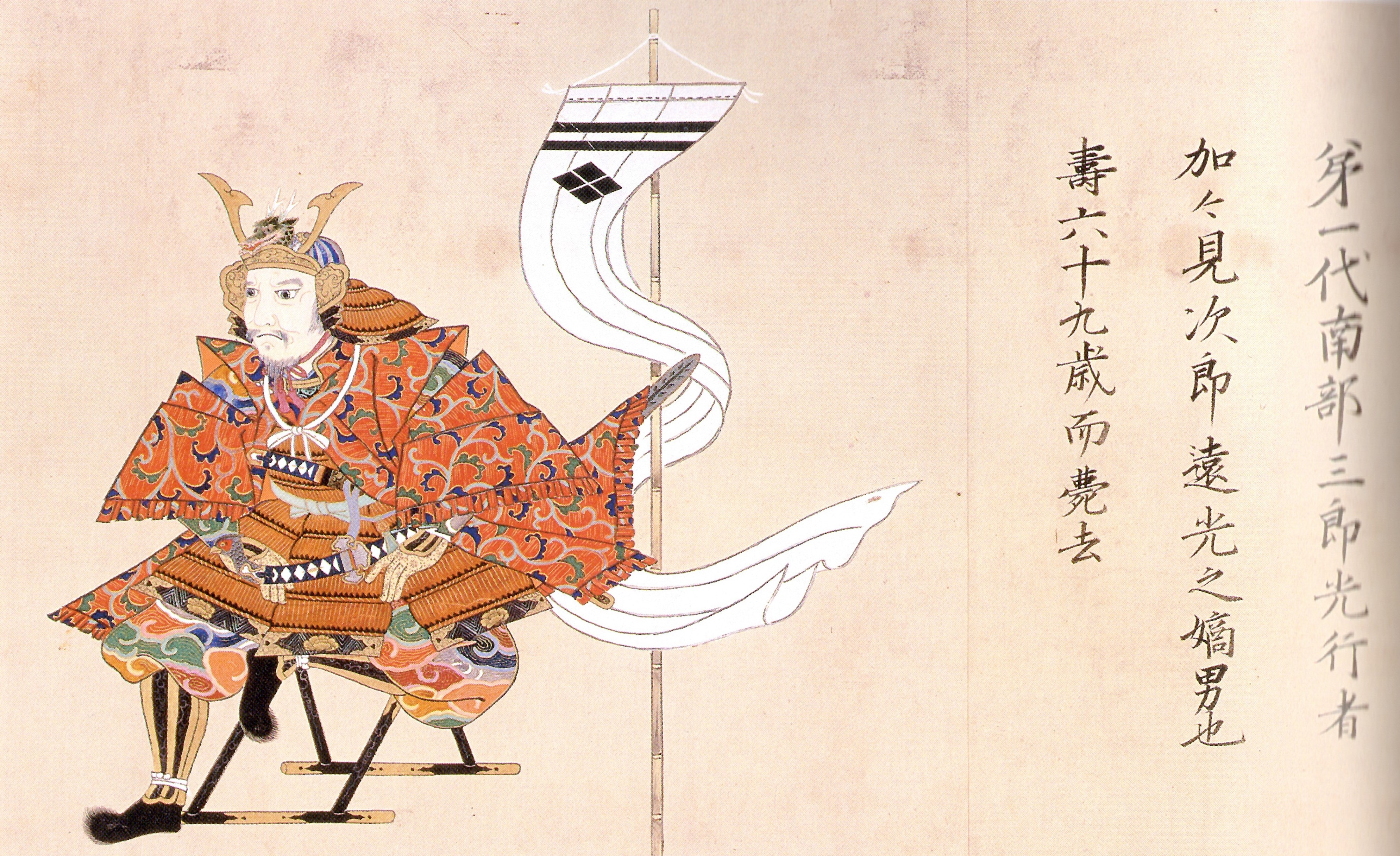
南部光行圖

南北朝時代，甲斐國守護武田信武之子武田義武以巨摩郡的穴山為據點，並自稱為穴山氏，南部地區也由穴山氏統治至戰國時代。天正15年（1587年），穴山氏本家因穴山勝千代（武田信治）的逝世而滅亡，當地改由德川家康統治。江戶時代，南部地區成為江戶幕府的天領。慶長12年（1607年），豪商角倉了以奉幕府之命開鑿富士川，使裝載稻米和鹽的船隻能利用該河川在甲斐國與駿河國之間運行，加上通往日蓮宗總本山久遠寺的駿州往還（身延道）也通過當地，使南部地區作為富士川河運的重要據點之一與身延道的宿場町而相當繁榮。
昭和30年（1955年），睦合村與榮村合併成南部町，同時富河村則與萬澤村合併成富澤町。平成15年（2003年）3月1日，南部町與富澤町合併成現今的南部町，為山梨縣在平成大合併期間第一個合併的行政區。2011年3月11日的日本東北地方太平洋近海地震則在當地引發震度4的地震。

## 行政
現任町長佐野和廣於2023年4月在選舉中第3次自動當選，其任期將持續至2027年4月。

## 人口
南部町的總人口數自1980年後便開始逐年下滑，但1980年代因町內陸續興建大規模的工廠，使當地的就業環境獲得改善，因此人口減少幅度較小。根據統計，2021年當地的高齡人口占比為43.2%，遠高於山梨縣的平均值30.8%，並預估2035年將上升至約52.2%。
| 南部町 (山梨縣)人口分布圖 |                                                        |  |
| 南部町 (山梨縣)與日本全國年齡別人口分布比較圖 （2005年資料） | 南部町 (山梨縣)的年齡、男女別人口分布圖 （2005年資料） |  |
| ■紫色是南部町 (山梨縣) ■綠色是全国 | ■藍色是男性 ■紅色是女性                                |  |
| 南部町 (山梨縣)人口變化 \| 1970年 \| 13,576人 \| \| \| 1975年 \| 12,771人 \| \| \| 1980年 \| 12,465人 \| \| \| 1985年 \| 11,959人 \| \| \| 1990年 \| 11,826人 \| \| \| 1995年 \| 11,437人 \| \| \| 2000年 \| 10,863人 \| \| \| 2005年 \| 10,254人 \| \| \| 2010年 \| 9,011人 \| \| \| 2015年 \| 8,067人 \| \| \| 2020年 \| 7,156人 \| \| |                                                        |  |
| 資料來源：日本總務省統計中心提供之人口普查數據 |                                                        |  |
| 1970年 | 13,576人                                               |  |
| 1975年 | 12,771人                                               |  |
| 1980年 | 12,465人                                               |  |
| 1985年 | 11,959人                                               |  |
| 1990年 | 11,826人                                               |  |
| 1995年 | 11,437人                                               |  |
| 2000年 | 10,863人                                               |  |
| 2005年 | 10,254人                                               |  |
| 2010年 | 9,011人                                                |  |
| 2015年 | 8,067人                                                |  |
| 2020年 | 7,156人                                                |  |

## 經濟
根據日本2010年的國勢調查統計，南部町的就業人口中約1.8%從事第一級產業，39.6%的就業人口從事第二級產業，其餘的58.6%則從事第三級產業。由於南部町地處中山間地域，因此農業的經營規模較小，且近年來面臨就業人口短缺與高齡化等問題。當地種植的農作物包括竹筍、稻米、奇異果等，而就業人口的高齡化等困境預估將使町內廢棄的竹林面積逐漸增加。而南部町的氣候相當適合茶葉的生長，因此也盛行栽培南部茶，為山梨縣內主要的茶葉生產地。

## 教育
南部町內共有3所小學校與1所中學校（南部中學校）。根據2022年的統計，當地共有139名中學生。而為因應學生人數持續減少及維持教育環境，南部町預計將於2026年4月整合現有學校並開校新的小學校。

## 交通

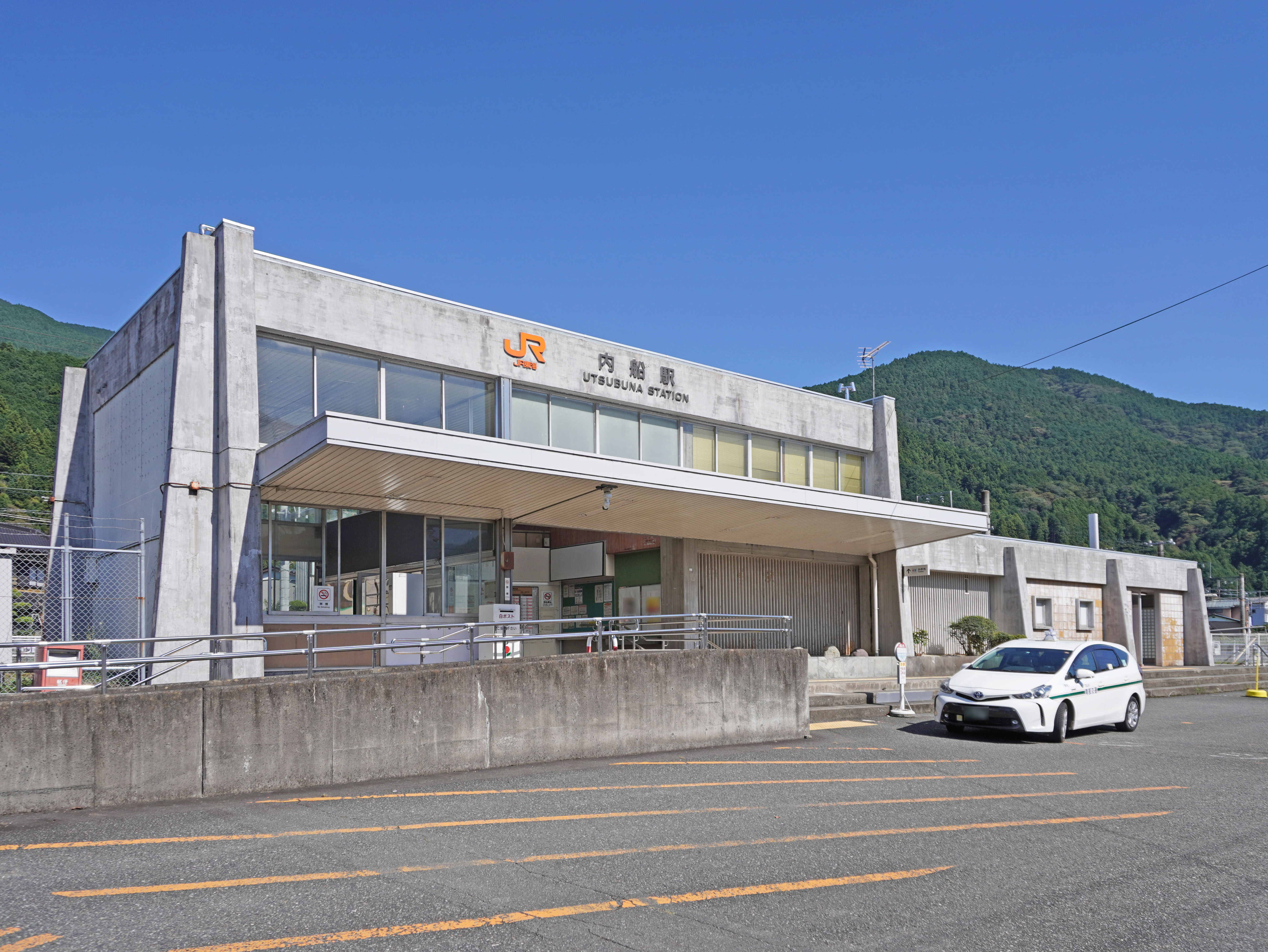
內船車站

國道52號與中部橫斷自動車道沿著富士川右岸穿越轄區，而中部橫斷自動車道分別在町內設置富澤交流道與南部交流道。鐵路方面，JR東海的身延線沿著富士川通過南部町，並由南往北設置十島站、井出站、寄畑站與內船站。